# Không kích Dahyan
Vào ngày 9 tháng 8 năm 2018, phi cơ viễn chinh Ả Rập đã ném bom một chiếc xe buýt dân sự đi qua một khu chợ đông đúc ở Dahyan, tỉnh Saada, Yemen, gần biên giới với Arập Xêút. Ít nhất 29 trẻ em đã bị giết, tất cả dưới 15 tuổi và hầu hết đều dưới 10 tuổi. Có tới 51 người có thể đã bị giết trong vụ không kích.

## Vụ tấn công
Theo Save the Children, những đứa trẻ đang trên một chiếc xe buýt quay trở lại trường học từ một bữa ăn ngoài trời tại thời điểm cuộc tấn công khi người lái xe dừng lại để lấy đồ uống tại chợ ở Dahyan. Nhiều trẻ em mặc những chiếc ba lô mang tên UNICEF màu xanh như một hình thức cứu trợ nhân đạo. Theo Ủy ban Chữ thập đỏ Quốc tế, “hầu hết trẻ em dưới 10 tuổi.” Cuộc tấn công cũng khiến nhiều người phản ứng đầu tiên bị giết.

## Phản ứng

### Quốc tế
Tổng thư ký Liên Hợp Quốc António Guterres lên án vụ tấn công và kêu gọi điều tra nhanh chóng và độc lập. UNICEF đã lên án mạnh mẽ vụ tấn công, nói rằng "Chúng tôi đang kinh hoàng bởi một cuộc tấn công được báo cáo trên một chiếc xe buýt trường học ở Yemen. Nhiều trẻ em vô tội bị thương và giết, một số mang ba lô UNICEF." "Trẻ em không bao giờ nên là mục tiêu" Giám đốc UNICEF Henrietta H. Fore cũng tuyên bố trên Twitter, "Các cuộc tấn công vào trẻ em là hoàn toàn không thể chấp nhận. Tôi cảm thấy kinh hoàng bởi cuộc không kích vào trẻ em vô tội, một số đeo ba lô UNICEF."
Bộ Ngoại giao Hoa Kỳ tuyên bố rằng Hoa Kỳ "chắc chắn lo ngại về các báo cáo rằng có một cuộc tấn công dẫn đến cái chết của dân thường" và kêu gọi Arập Xêút tiến hành một cuộc điều tra về vụ đình công.